# カルロス・P・ロムロ
カルロス・ペーニャ・ロムロ（Carlos Peña Romulo QSC CLH NA、1898年1月14日 - 1985年12月15日）は、フィリピンの外交官・政治家・軍人・ジャーナリストである。
16歳で新聞記者、20歳で新聞編集者となり、32歳で出版社を設立した。フィリピンのボーイスカウトの共同創設者であり、アメリカ陸軍とフィリピン陸軍の将軍、大学学長、国連総会議長を務めた。フィリピン国家芸術家の一人に選ばれた他、多くの栄誉と名誉学位を授与された。

## 若年期
アメリカ植民地時代のフィリピン・タルラック州カミリングで生まれ、カミリング中央小学校で学んだ。
フィリピンとアメリカで学び、1923年にフィリピン大学の英語教授に就任した。同時に、フィリピン上院議長マニュエル・ケソンの秘書を務めた。1930年代、ロムロは『フィリピン・ヘラルド』紙の発行人兼編集者となった。第二次世界大戦が始まると、ダグラス・マッカーサー元帥の側近として活躍し、終戦時には元帥の地位に就いた。1942年にはアメリカ人以外で初めて通信分野のピューリッツァー賞を受賞した。ピューリッツァー賞のウェブサイトによると、『フィリピン・ヘラルド』紙のカルロス・P・ロムロの受賞理由は、「香港からバタビアまでのトラブルの中心地を巡って極東の動きを観察し、予測したことに対して」とある。

## 外交官としてのキャリア
ロムロは、マニュエル・ケソンからフェルディナンド・マルコスまで、8人のフィリピン大統領に仕え、フィリピンの外務長官や駐米大使・国連大使として活躍した。また、フィリピン・コモンウェルス（自治政府）時代には、アメリカ下院の常駐委員も務めた。1962年から1968年まで、ディオスダド・マカパガル大統領とフェルディナンド・マルコス大統領の内閣で教育長官を務めた。

### 下院常駐代表
ロムロは、1944年から1946年までアメリカ下院のフィリピン常駐代表を務めた。これは、米西戦争によりアメリカ領となった地域における投票権のない代議士の肩書きである。在任中にフィリピンが独立したため、ロムロはアメリカ合衆国からの脱退によって任期を終えた唯一の連邦議会議員となった。

### 国連
ロムロは、国連でのキャリアにおいて、人権、自由、脱植民地化を強く主張した。1948年、フランス・パリで開催された第3回国連総会では、アンドレイ・ヴィシンスキー率いるソ連代表団の提案に強く反対した。ヴィシンスキーは、「あなたは小さな国の小さな男に過ぎない」とロムロを侮辱した。ロムロは、「威張っているゴリアテの目に真実の小石を投げつけて行動させるのは、この世の小さなダビデの義務だ」と返し、ヴィシンスキーにはただ座っていることしかできなかった。

#### パレスチナ分割決議
ロムロは、パレスチナ分割提案の国連総会での採決を前にして、「私たちは、この問題は主に道徳的なものだと考えています。パレスチナの人々の有効な民族主義的願望に明らかに反している政策の実施について、国連が責任を負うべきかどうかという問題です。フィリピン政府は、国連がそのような責任を負うべきではないと考えています」と述べた。ロムロは明らかに、分割案に反対票を投ずるか、せめて棄権するつもりだった。しかし、アメリカ政府からのフィリピン政府への圧力により、ロムロは召還され、代わりに分割案に賛成のフィリピン代表が任命された。

#### 国連総会議長
1949年から1950年にかけて、アジア人として初めて国連総会議長を務めた。また、1957年に2回、1980年、1981年に4回、国連安全保障理事会の議長を務めた。

#### 事務総長選挙
ロムロは1953年の国際連合事務総長の選出に立候補した。しかし、安全保障理事会で過半数の7票の賛成票を得ることができず、さらに、拒否権を持つ常任理事国であるフランスとソ連が反対票を投じていた。結局、安保理はダークホース的存在のダグ・ハマーショルドを国連事務総長に選出した。

### 駐米大使
ロムロは、1952年1月から1953年5月まで、および1955年9月から1962年2月まで、駐米大使を務めた。

## フィリピンでのキャリア

### 大統領選
1953年、駐米大使の任期を終えてフィリピンに戻ったロムロは、自由党の大統領候補として指名を受けたが、党大会では現職のエルピディオ・キリノに敗れた。キリノは党大会での無記名投票に同意していたが、大会開会後、キリノは公開点呼投票を要求したため、代議員たちはキリノを支持するしかなかったのである。裏切られたと感じたロムロは、自由党を離党し、対立する国民党の候補者であるラモン・マグサイサイ陣営に加わった。マグサイサイはキリノに大差をつけて勝利した。

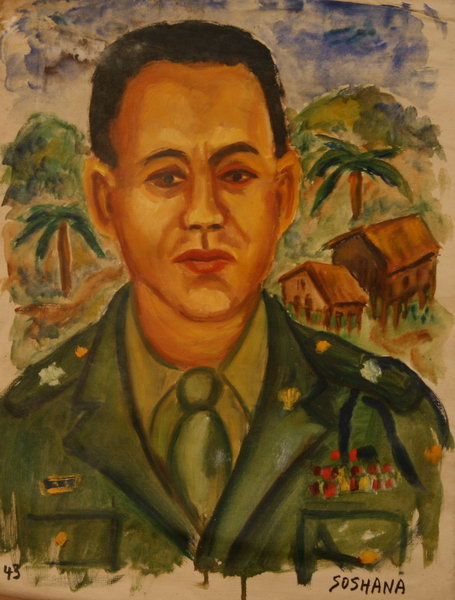
ロムロの肖像画（1945年）

### 外務大臣
1950年から1952年までエルピディオ・キリノ政権で、1963年から1964年までディオスダド・マカパガル政権で、1968年から1984年までフェルディナンド・マルコス政権で、フィリピンの外務長官（1973年から1984年までは外務大臣）を務めた。1955年4月、バンドンで開催されたアジア・アフリカ会議にフィリピン代表団を率いて参加した。

### マルコス政権下における辞任
ロムロは、フェルディナンド・マルコス大統領の任期のほとんどを閣僚として支えた。しかし、ベニグノ・アキノが暗殺された直後の1983年、体調不良を理由に辞任した。1984年のグレゴリオ・C・ブリランテスのインタビューに対して、友人と思っていたアキノが暗殺され、その結果、フィリピンの経済的・国際的評価が急落したことで、心を病んで辞職したと語っている。
妻のベス・デイ・ロムロによると、マルコス政権は、『ニューヨーク・タイムズ』などの国際的な主要日刊紙に掲載する予定の広告に署名するようロムロに求めていたという。ロムロはその広告への署名を拒否して辞任した。

## 死去
ロムロは1985年12月15日にマニラで87歳で亡くなった。遺体はマニラの英雄墓地(Libingan ng mga Bayani)に埋葬された。彼は「20世紀の真の偉大な政治家の一人」と称された。
1980年には、クルト・ヴァルトハイム国連事務総長から、国連への貴重な貢献と、自由と世界平和への献身を称えられ、「ミスター国連」と称された。

## 賞と栄誉

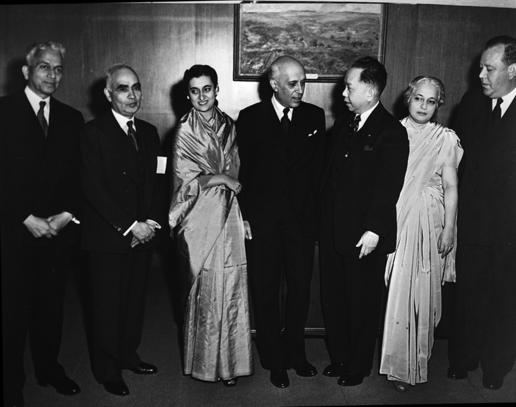
ジャワハルラール・ネルー首相と会談する国連総会議長のロムロ（右から3人目）。

ロムロはおそらく、歴史上最も多くの勲章を受けたフィリピン人の一人であり、その中には様々な国際機関や大学からの72の名誉学位、144の外国からの賞や勲章が含まれている。
- : ケソン功労十字章（英語版）（1951年4月17日）
- : フィリピン名誉勲章（英語版）コマンダー
- : フィリピン国家芸術家（英語版）

- 1952年、ノーベル平和賞にノミネートされていた。受賞理由は「国際協力、特に未開地問題への貢献、第4回国連総会の議長としての功績」だった[13]。
- アメリカ合衆国 大統領自由勲章（1984年1月12日）
- ボーイスカウトアメリカ連盟 シルバー・バッファロー章
- フィリピン軍 功労星章
- フィリピン軍 功労銀星章
- フィリピン軍 ゴールドクロス章
- パープルハート章
- ピューリッツァー賞通信部門（1942年）
- 国連平和賞

## その他
外相として吉田茂との会談の際、「過去は過去であるものの、その過去を二度と繰り返してはならない事を誓ってもらいたい」と語りかけた。

## 著書
ロムロは、22冊の本を執筆している。
- I Saw the Fall of the Philippines.
- My Brother Americans
- I See The Philippines Rise
- I am a Filipino
- The United（小説）
- Crusade in Asia（ラモン・マグサイサイの1953年の大統領選について）
- The Meaning of Bandung
- The Magsaysay Story（マーヴィン・M・グレイとの共著）
- I Walked with Heroes（自伝）
- Last Man off Bataan（ロムロが体験した日本軍機爆破事件について）
- Romulo: A Third World Soldier at the UN
- Daughters for Sale and Other Plays